# Metarranthis cappsaria
Metarranthis cappsaria är en fjärilsart som beskrevs av Rupert 1943. Metarranthis cappsaria ingår i släktet Metarranthis och familjen mätare. Inga underarter finns listade i Catalogue of Life.